# 群馬コーヒー事件
群馬コーヒー事件（ぐんまコーヒーじけん）とは、群馬県による太平洋戦争中に日本軍が貯蔵していたコーヒーの払い下げをめぐって1947年（昭和22年）に発生した物価統制令違反事件である。
群馬県は、払い下げを希望する業者に対して、払い下げ価格の金員とは別に指定する物資の納入を求め、その担保として高額な違約保証金を要求したことなどから、業界団体の反感を買った。
この払い下げが物価統制令違反に問われ、一審で当時の知事、総務部長、経済部長、食糧課長、食糧課主任の5名に罰金と執行猶予付きの有罪判決が下されたが、控訴審では知事と経済部長に罰金刑が言い渡されたほかは無罪となって確定した。
事件は、太平洋戦争後の経済的な混乱の中で群馬県がカスリーン台風による未曽有の水害被害を受けたことを背景とする特異な事件とされ、現職知事の起訴や辞任など事件が表面化してから控訴審判決までの2年にわたって群馬県政を揺るがしたほか、太平洋戦争後の日本のコーヒー史の汚点として記憶されている。

## 背景

### 「特殊物件」と隠退蔵物資
1938年（昭和13年）に国家総動員法が発令されるとコーヒーは輸入規制の対象となり、1944年（昭和19年）には輸入が完全に途絶えた。太平洋戦争が終わった1945年（昭和20年）以降もしばらくその状態が続き、この間は深刻なコーヒー不足となって、豆や穀物を用いた代用コーヒーが出回っていた。
終戦直後はコーヒーだけでなく食糧をはじめ様々な物資が極端に欠乏していたが、「特殊物件」と言われる物資がたびたび闇市に現れた。戦時中に軍部が軍需用として備蓄していた食糧や貴金属をはじめとした膨大な物資は、軍の解体によって連合国軍に引き渡すこととされており、連合国軍に接収されたのち日本政府に返還されたものが「特殊物件」と呼ばれ、内務省の指示に従って払い下げなどの処理がなされることとされていた。一方、軍部の貯蔵品の中には、終戦後のどさくさにまぎれて復員軍人が持ち去ったり、出入りの商人に勝手に払い下げられたりして、行方不明となったものも多かった。これらは隠匿物資や隠退蔵物資と呼ばれて問題視され、政府は1946年（昭和21年）2月に隠匿物資等緊急措置令を公布して摘発に乗り出した。翌1947年（昭和22年）にかけて大規模な摘発活動が実施され、食料品や衣類から貴金属や宝石までさまざまな物資が摘発された。
終戦直後、長野県が払い下げのためにコーヒーの公定価格を農林省に照会したことで、コーヒー豆にも軍に備蓄されていたものがあることが明らかになった。なぜ軍部が大量のコーヒー豆を貯蔵していたのかについては、「ドイツが中南米あるいはジャワで買い付けたが、スエズ運河の封鎖で海上輸送が難しくなり、シベリア鉄道を使って輸送するためいったん同盟国の日本に陸揚げしたものの、独ソ開戦によってそれも不可能になり日本が保管していたもの、あるいは輸送が不可能となったため日本の兵器と交換したものである」とされたり、逆に「日本がシベリア鉄道を使ってヒトラーに贈ろうとしたものの結局送れなかったものである」などと言われたりしている。いずれにしても太平洋戦争中は軍に貯蔵されていたもので、終戦の数週間前に長野のほか大阪、岐阜、兵庫、滋賀などに分散保管されたことが判明したのである。
内務省はGHQによる解体の過程にあり、こうした物資の処理は各府県に委ねられた。貴重なコーヒーが手に入るかもしれないとあってコーヒー業者は競って各府県に払い下げを願い出て、熾烈な陳情合戦を繰り広げた。いくつかの府県はどう処理したら良いのかわからず困惑したとされ、長野県は一部を農業組合を通じて農家に配給したが不評で、のちにその話を聞いたコーヒー業者が農家を訪問しては買い取って回ったという。兵庫県は県下のコーヒー組合を通じて家庭に配給し、岐阜県は大部分を東京の業者に払い下げたとされている。滋賀県ではいったんコーヒー組合への払い下げが内定したが、このコーヒー豆はオランダのものであると横やりが入って、オランダ領事館に引き渡された。これには東京のとある外国人商人が暗躍したと噂された。
これらのコーヒーは合計200トン前後であったともされているが、これより少なかったあるいは多かったとする証言もあり、正確な数字は不明である。ともかくコーヒー業界は突然現れたコーヒー豆に狂喜した。しかし、当然、貯蔵されていたコーヒー豆には限りがあり、一時的な活況が過ぎるとコーヒー業界は再びコーヒー不足に悩まされることになる。1950年（昭和25年）にコーヒーの輸入が再開されるまで、隠退蔵コーヒーのほかにはアメリカ軍から払い下げられた缶詰のコーヒー粉がわずかに流通した程度であった。

### 知事公選とカスリーン台風
1947年（昭和22年）5月3日の日本国憲法の施行に合わせて地方自治法が施行されることになった。それまでの官選知事は官吏として国の出先機関である府県を所管したが、地方自治法では知事は住民の直接選挙で選出された公選の吏員とされた。地方自治法施行に先立って同年4月5日に全国一斉に首長選挙が実施され、群馬県知事選挙では、日本社会党衆議院議員の石井繁丸などを退け、日本民主党から立候補した北野重雄が当選した。北野は大阪出身の官僚で、1946年（昭和21年）1月25日から群馬県の官選知事を務めており、1947年（昭和22年）2月21日に辞職して同年3月5日告示の知事選に立候補していた。

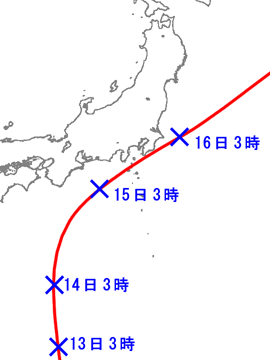
カスリーン台風の進路

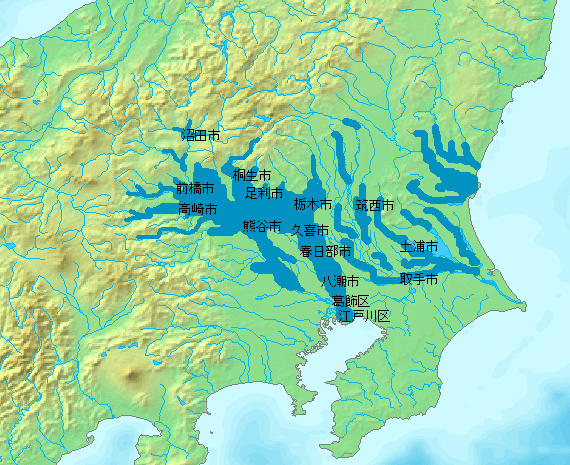
カスリーン台風の浸水図

当時、県政の最重要課題は戦後復興と考えられていたが、同年9月のカスリーン台風の襲来によってすべて吹き飛んだ。群馬県内では同月13日頃から荒天となり、14日朝から15日夜半まで豪雨が続いた。前橋市での総雨量は387.4ミリメートルに達した。もともと赤城山は保水力に乏しかったことに加えて、戦争中は河川や橋梁の整備が放置され山林の荒廃も進んでいたこともあって、崖崩れや橋梁の流失により交通網は寸断され、河川の氾濫と土砂災害、田畑の冠水など甚大な被害が発生した。赤城山の南面は大きく崩壊し、前橋市内からも山肌のえぐられた様子を望見できたという。群馬県内の人的被害は死者592人、行方不明者107人、重軽傷者1236人を数え、家屋の損害も流出倒壊1936戸、床上浸水31019戸、床下浸水39938戸にのぼった。知事の北野は15日朝に副知事と関係部課長を招集して対応を協議し、北野を本部長とする「県災害対策本部」を設置して被害の情報収集と被災者の支援を進めた。県食糧課は地方事務所等に手持ちの米や麦を救急放出するよう指令し、15日午後に前橋市の平方実業女学校に避難していた約200人の被災者に対するものを皮切りに、県内各地で被災者に炊き出しを行った。
カスリーン台風による群馬県内の被害額は、建築物27億2000万円、農作物9億4362万円、林産物25億5468万4千円、公共施設10億7065万4千円と推定され、県政の最大の課題は水害からの復旧となった。県の予算は大部分が災害復旧に回され、1946年（昭和21年）に2.4 %だった一般会計のうちの災害復旧費の割合は、1947年（昭和22年）は約25％、1948年（昭和23年）には46 %を占めた。北野以下県当局は、県を挙げて市町村と復旧対策に奔走しながら、県議会と一体となって政府に補助金支給や起債枠拡大の陳情を繰り返すとともに、宝くじの発行、税金や使用料等の増徴などあらゆる手段を駆使した財源の確保に追われていた。

## 経緯

### 発端
公には知られていなかったが、太平洋戦争が終わった当時、日本陸軍の糧秣廠（りょうまつしょう）に貯蔵されていたコーヒー豆のうちの一部156トンが、群馬県で「特殊物件」として放出されていた。この時は、群馬県は政府の指示の下で貿易公団を通じて日本珈琲株式会社に120トンを払い下げた。また、これとは別の「特殊物件」のコーヒー豆16トンも存在していた。
1946年（昭和21年）1月30日付で内務省警保局から隠匿米麦燃料等の一斉取締に関する通牒が発せられ、これに基づいて群馬県警察部は同年2月9日から15日にかけて隠退蔵物資の一斉摘発を実施した。この一斉摘発で、同県群馬郡内の民間会社の倉庫から93トン余りのコーヒー豆が発見され、県警察部は3月8日に連合国軍群馬軍政部に報告して処分方針に了解を得た上で、4月15日に県経済部へ通報した。これは、浦和陸軍糧秣支廠にあったものを疎開のために倉庫を借り上げて移送し保管していたもので、終戦時の連合国軍への引き渡し・接収から漏れていたものであった。軍が分散保管していたものがそのまま残されていたものであり、終戦時の混乱に乗じて何者かによって持ち出された隠退蔵物資とは性質の異なるものであった。しかし経済部では、このコーヒー豆が警察による摘発で発見されたもので、保管していた民間会社から無償供出申告書が提出されたことから、内務省の指示を仰ぐべき「特殊物件」ではなく、一般の隠退蔵物資の「摘発物件」と判断し、県に処理が一任されているものとして取り扱うこととした。
同年12月下旬、県経済部は、この一部を先の「特殊物件」の残余とともに焙煎豆や粉末に加工し、食料品統制組合を通じて業務用・家庭用として県下に配給した。しかし、特に農村部において非常に不評で、購入拒否が続出したため途中で中止された。しばらくすると、おそらくコーヒー業者の手によって、この粉末コーヒーが市中に流通するようになる。一部は東京にも出回り、極めて高価で取り引きされた。このことで群馬に隠退蔵コーヒーが大量に存在するらしいという話がコーヒー業者の間に広まった。

### 払い下げ
群馬に大量のコーヒーがあるという話を耳にした全国珈琲統制組合は、すぐに幹部を群馬県庁に派遣して払い下げを陳情した。前橋は当時でも東京から日帰り可能な距離であったため、その後、払い下げの陳情を行う者が続出した。この中には、コーヒー業者だけでなく、シロップの加工業者や労働者の福利厚生用に使いたいという団体、さらには金になると考えた薬屋や魚屋までいたという。実際、この当時のコーヒーの公定価格は非常に低く市場価格と大きな開きがあったことから、公定価格で払い下げた場合、払い下げを受けた業者は大きな利益を得ることになり、闇市などに流せばさらに大きな不法利益を得ることができると考えられた。当初、県当局が曖昧な態度であったこともあって、陳情合戦は日に日に激しさを増していった。
北野は、県経済部長、食糧課長、食糧課主任を集めて対応を協議した。この当時の群馬県では麦類供出の促進確保が喫緊の課題となっており、反面、供出に対する報奨として配給すべき物資は極端に不足していた。北野らは、コーヒー豆の払い下げの見返りとして、コーヒー業者らから農村用の報奨用物資を確保しようと考えた。1947年（昭和22年）6月中旬から7月中旬にかけて副知事も加えた3回の協議で、官庁を除く払い下げ業者には見返りとしてコーヒー1トンあたり以下のいずれかの物品の公定価格での納入または斡旋を求めることとした。
- 地下足袋 - 1500足
- 自転車完成品 - 40台
- 自転車のタイヤ - 450本
- 自転車のチューブ - 900本
- 食塩 - 10トン

これらは農村部で需要が多かったものの入手が難しかったものであり、数量は、払い下げるコーヒーの払い下げ価格と市場価格との差額から業者が得るであろう利益と、見返物資を入手するための市場価格と納入時の公定価格との差額による業者の負担を比較検討して決定された。見返物資の即時納入が難しい者については、違約保証金（信認金）として25万円の提出を求めることとした。そして、払い下げる業者と数量を決定して払下申請者に伝達した。全国珈琲統制組合は不当要求であるとして抗議したが、北野は「知事公選となり県民の知事であるから、県民のためにこのコーヒー豆を利用するものである」として取り合わなかった。最終的には全国珈琲統制組合も、違約保証金を提出することで払い下げを受けた。コーヒー豆1トンあたりの払い下げ価格は、7620円に保管料1650円を加えた計9270円であった。
払い下げの業者と数量が決まり、順次契約と引き渡しが進んでいた同年9月、前述の通り群馬県はカスリーン台風による大きな被害を受けた。そして、この時点ではまだ払い下げ先の決まっていない50トン近くのコーヒー豆が残っていた。同年9月下旬から10月上旬にかけて、北野は、県総務部長、県経済部長、食糧課長、食糧課主任と残余のコーヒー豆の扱いについて協議した。この中で、払下申請者の一部から台風被害の見舞金や寄付金の申し出があったことから、以降の払い下げにあたっては払い下げ価格の金員とは別にコーヒー豆1トンあたり28万円から30万円の寄付金を求めることとした。また、東京に出張所を持たない群馬県のためにと東京都内の時価300万円の家屋を寄付した者にはコーヒー豆10トンが払い下げられた。
群馬県によるコーヒーの払い下げは、翌1948年（昭和23年）1月ごろまで続いた。同年に銀座で『アルカロイド飲料研究所』（のちの『カフェ・ド・ランブル』）を開業した関口一郎は、このコーヒーを可能な限り購入したと語っている。関口によれば、たまたま良い保管状態だったと思われ半透明の鼈甲色になった最高級のオールド・コーヒーであったといい、『カフェ・ド・ランブル』では後々まで客の間で「幻のコーヒー」として語り草になったという。

### 疑惑
1948年（昭和23年）1月頃から、このコーヒー払い下げについて新聞が取り上げるようになり、県幹部による不透明な払い下げとの疑惑を持たれるようになった。同年1月31日に開催された臨時県議会でも、このコーヒー払い下げが取り上げられた。もともとは、警察法施行に向けて群馬県公安委員会委員任命の同意が議題であったが、日本社会党の小野里仙平県議が議案外の緊急質問を求め、北野に対して「昨日来新聞はコーヒー問題をいろいろ伝えている。これについて県民はどんな疑惑をもって見ているか。真相を県民に明らかにしなければ、納税にも重大な影響があると思うので、責任ある答弁を聞きたい。」と質した。
これに対して北野は以下のように答弁して、疑惑を否定した。
県としてはいろいろ研究の上、配分先を厳選し、配分量などについての方針を決定した。払い下げ当時のコーヒーの公定価格は非常に安いものであった。これを横流し、闇等にして問題を起こしても困ると考え、いやしくも横流し闇取引等を絶対に行なわないよう強い条件を付け、その後も再三書面等で注意した。

当時水害直後で、さなきだに県財政窮迫のところへ水害を受け、水害復旧や応急援護など、県財政をいかに賄うか非常に心痛していたのである。一方業者としては、仮に闇に流さなくとも非常に利益のあるものになるという関係から、群馬県は水害で非常に困っているようであるから、水害の義捐金を出そうということになった。当時義捐金を一般から募集していた際であり、県の財政が苦しく、水害義捐金もなかなか集まらない時であったので、県のため県民のためにも非常に望ましいという判断のもとに、この任意的寄附を受け入れた。（中略）要するに本問題は、水害後の窮迫した財政の下において、コーヒーの特殊性から、たまたま任意の申入れのあった寄附を受けることが、県のためまた県民のため非常に結構であるという判断から処置されたものである。

なお、このコーヒーの配分等については、特に慎重を期して事務当局関係各位が集まって判断したのである。またこれに関係する係官はいやしくも世の疑惑を招くことのないように、特に慎重を期して参ったのである。—北野重雄、
この答弁が、北野自身による初めてのコーヒー問題に対する言及となった。しかし、北野のこの答弁を受けても、疑惑は沈静化する兆しもなかった。群馬県議会は、同日、コーヒー問題の調査を県議会経済警察合同常任委員会に委託した。

## 裁判

### 起訴
1948年（昭和23年）5月、前橋地方検察庁は、物価統制令違反の疑いで県食糧課長や食糧課主任など6名の身柄を拘束して取り調べを行った。群馬県議会経済常任委員会の委員長以下が前橋地検を訪ねて釈放を陳情したほか、婦人団体や農民団体なども陳情したが、群馬3区選出の衆議院議員で衆議院不当財産取引調査特別委員長を務めていた日本社会党の武藤運十郎は、県総務部長と県経済部長も再召喚されるだろうと述べた。
同年6月17日、知事の北野、県総務部長、県経済部長、食糧課長、食糧課主任の5名が物価統制令第9条および第12条違反として起訴された。物価統制令第9条は「何等ノ名義ヲ以テスルヲ問ハズ第三条（統制額を超える契約、支払、受領の禁止及び地区により統制額の異なる場合の基準統制額）ノ規定ニ依ル禁止ヲ免ルル行為ヲ為スコトヲ得ズ」、第12条は「何人ト雖モ正当ノ事由アル場合ヲ除クノ外業務上価格等ヲ得ベキ契約ヲ為スニ当リ他ノ物ヲ併セ買受クベキ旨又ハ対価ノ外金銭以外ノ物ヲ提供スベキ旨ノ負担其ノ他ノ負担ヲ附スルコトヲ得ズ」である。

### 知事辞任
現職知事の起訴は、群馬県内に大きな衝撃を与えた。県政界では、北野は知事を辞任した方がよいという意見と辞任する必要はないとする意見に分かれ、新聞でも論調は割れたが、北野自身は現職に留まることは「県のため、県民のためにならない」と考え、1948年（昭和23年）6月20日付で県議会議長の増田連也に辞表を提出。25日に臨時県議会が招集され、起立全員により北野の知事辞任が承認された。
29日の群馬県議会6月定例会では、高山和助経済警察合同常任委員長からコーヒー問題の調査結果報告があり、「水害の寄附を受けても行政上、法的取扱をしなかったことには遺憾」、信認金についても「公金として取扱われていないことははなはだ遺憾」としたものの、「知事の報告通り少しの違いもなく、寄附金として772万円を受け入れ、庶務課の方に預金してある」、信認金についても「すでに報告の通り数量、金額等に何らの相違がない」と報告した。そのうえで「行政上の責任は知事にありと決定、正副委員長がこれを伝え知事もそのことを認めた」としたが、刑事上の責任については「刑事上の調査を委託されたのではない」として触れず、政治上の責任についても「知事が災害の寄附金を私に災害のために使用したなら、県会無視という政治上の責任を追及しなければならないが、ただ保管ということであるからこれを問うべきでない」とした。
北野の後任を選ぶ群馬県知事選挙は同年8月10日に行われ、無所属で立候補した群馬県出身で長野県知事を務めた伊能芳雄が大差で当選した。なお、県経済部長は、起訴に先立つ6月13日に依願退職している。

### 一審
起訴から5か月かけて一審での審理が行われた。裁判で、検察は、見返物資の納入または斡旋あるいは信認金や寄附という形で負担附契約を結び物価統制令第9条および第12条に違反して不当に高価にコーヒー豆を販売したなどとして、北野に懲役3年、当時の県総務部長と県経済部長に懲役2年、当時の食糧課長と食糧課主任に懲役1年をそれぞれ求刑し、払い下げたコーヒー代金、見返物資および信認金、寄附金、寄附された家屋の没収を求めた。
これに対し被告側は、これらの行為は被告人らが県の機関として行ったことであり公法人である県は物価統制令の処罰対象とならないことから行為者である被告人らも無罪である、物価統制令第12条は統制価格の存在を前提としているが焙煎したコーヒー豆には統制額が存在しない、見返物資の納入または斡旋あるいは信認金の提供は同条でいう負担に該当しない、寄附金や家屋の寄附は払い下げとは無関係に払下申請者から自主的に行われたものであることに加え、未曽有の台風被害への応急対応を必要としていた当時の状況は同条のいう「正当ノ事由アル場合」にあたるなどとして、無罪を主張した。
1948年（昭和23年）11月29日に一審判決が言い渡された。判決では、被告人らの行為が県の機関としての行為であったことは認めつつも行為者はその責任を免れないとしたうえで、その他の被告側の主張を退け、北野前知事に懲役1年6か月と罰金5万円、当時の県経済部長に懲役1年と罰金3万円、当時の県総務部長に懲役1年と罰金2万円、当時の食糧課長に懲役10か月と罰金2万円、当時の食糧課主任に懲役8か月と罰金5千円を言い渡した。懲役にはすべて3年間の執行猶予がつけられ、検察が没収を求めたうち寄附された家屋の没収を命じた。
被告側は即日控訴したほか、検察もコーヒー代金、見返物資および信認金、寄附金の没収を言い渡さなかったのは不当として控訴した。ただ、11月30日付の上毛新聞は、判決後に北野前知事が「私らは県の機関でやったことで、私利私欲から発していないことが判決で明らかにされたと思う。更に県が起訴されなかったため没収となったのは家屋だけで、一千数百万円の金と物資が県に残るわけで県の利益になったことを喜んでいる」と語ったと報じている。

### 控訴審
東京高等裁判所での控訴審の審理は1949年（昭和24年）5月19日から始まり、元副知事らの証人尋問など12回の公判を経て、翌1950年（昭和25年）3月16日に判決が言い渡された。
判決では、改めて被告人らの行為が県の機関としての行為であることを認めたものの公法人としての県が処罰されるか否かにかかわらず行為者はその責を免れえないとしたうえで、見返物資の納入または斡旋にあたってコーヒーや見返物資の市場価格と公定価格との関係を調査するなどしたうえで数量を定めており、この要求に応じた業者以外に払い下げがなされていないことなどから、これらは物価統制令第12条にいう負担に該当するとした。また、物価統制令の趣旨から、統制額が明示されていないとしても、それが直ちに自由価格品とは言えないとし、コーヒー製品の統制額が規定されていることから、少なくともその原料である焙煎されたコーヒー豆は物価統制令が適用されるなどと判断した。
一方で、寄附金は一部業者が自主的に申し入れたことから始まり他の業者も即座に異議なく応じていること、その使途は県民救済に限定されているというべきでコーヒー豆の代金のように自由に使える性質のものではないこと、家屋の寄附については寄附の申し出がコーヒーの払い下げに関する協議を始める2か月も前に自主的になされていることから払い下げの対価であるとは認めがたいこと、さらに、カスリーン台風という未曽有の水害被害という事情に照らすと価格統制令第12条でいう正当の事由ある場合に該当するとして、寄附という形で不当に高価に販売したとされる部分については無罪とした。また、当時の県食糧課長と食糧課主任については、上司の指示に従って誠実に県のために業務にあたっただけであるとし、この払い下げが違法ではないと信じるに足る理由もあったとして、これも無罪とした。
以上から、北野を罰金2万円、当時の県経済部長を罰金1万円とし、寄附に関する協議に加わったものの見返物資については関与していない当時の県総務部長と、指示に従っただけとされた食糧課長と食糧課主任については、無罪を言い渡した。控訴審判決を受けて北野前知事と当時の県経済部長は、弁護士から、最高裁判所に上告するとさらに長期化すること、仮に最高裁で無罪となった場合は信認金や見返物資を業者に返還しなければならない可能性があること、この判決によって公民権停止を免れたことなどから、上告しないことを勧められて、控訴審判決を受け入れた。

## その後

### 群馬コーヒー競争入札
群馬コーヒー事件は世間の耳目を集め、群馬県になお残存する4800キログラムのコーヒー豆が利権の対象となって払い下げを求める業者が殺到した。群馬県は、事件の反省から競争入札によって払い下げを行うこととした。コーヒー業界では、1949年（昭和24年）の民間貿易再開にあたっていったんはコーヒーの輸入が認められたものの直前に輸入品から外されるなど先行きの不透明な状況下で楽観論と悲観論が飛び交っており、この入札価格についても強気な読みと弱気な読みとがあった。
1950年（昭和25年）11月13日に行われた入札には、コーヒー業界は業界団体である全国珈琲協会に一本化して応札することを申し合わせたが、入札日当日群馬県庁には申し合わせを破って50名を超える業者が集まった。入札価格は輸入再開の可否の先が見えない状況を反映して、最低100万円から最高650万円まで大きく値が開き、最高額で応札した東京の業者が落札した。4800キロで650万円は1ポンドあたり約615円であり、20 %の物品税や運賃などの諸経費、焙煎による目減りを考えると1ポンドあたり約1000円であった。総理府統計局の『家計調査』によれば勤労者世帯の実収入の全国平均が月額1万円前後の時代であり、1ポンド1000円はずいぶん高価なコーヒーであった。

### 被告人のその後
控訴審判決を受けて、公民権停止を免れた北野の政界復帰が新聞各紙で話題に上った。早くも判決を報じる記事の中で、朝日新聞が「官界復帰あるいは次回の知事公選に出ることが予想される」と論じ、毎日新聞も「衆議院または知事選担ぎ出しの声も」と報じた。
北野は、1952年（昭和27年）7月4日に告示された群馬県知事選挙に立候補した。対立候補は、1947年（昭和22年）の第1回参議院議員選挙に日本民主党から立候補してトップ当選したものの公職追放によって失格となっていた竹腰徳蔵と、現職の伊能芳雄知事であった。いずれも無所属で立候補した。選挙戦で北野は群馬コーヒー事件を前面に出し、「災害復旧等に多額の経費を要する県の財政事情から、県のため、県民のために良かれと思ってやったことが思わざる不幸な結果になってしまった」と訴えた。
同年8月2日の投票結果は、北野267838票、竹腰204404票、伊能204035票となり、北野が知事に返り咲いた。市部での支持を伸ばし、事前の予想を覆す結果であった。当選後、北野は、「先輩、同志諸君が不利な勝目のない候補をかついで強固な結束の下にあらゆる困難を克服して当選できたことは大きな喜びだ。―有権者大衆に潜在していた同情、任侠心、正義感が尻上がり、うなぎのぼりに高まって爆発した結果が如何に大きいかが、うかがえる―。」と語っている。